# Tageblatt
Tageblatt és un diari luxemburguès publicat en alemany a Esch-sur-Alzette per Editpress.

## Història i perfil
Tageblatt va néixer el 1913. El diari és el segon més popular del país, darrere del rival d'Wort. Es descriu com el Zeitung avet Lëtzebuerg (en luxemburguès, «el diari per Luxemburg»). Tot i que és principalment publicat en alemany, també ha incorporat algunes seccions en francès.
El diari és propietat dels sindicats socialistes. L'editor és Editpress Louxemburg, S.A, empresa que també publica Le Jeudi i Le Quotidien. El 2007 el diari tenia relacions properes amb el Partit Socialista (LSAP).
El diari va rebre 1.659.554 € en subvenció de premsa estatal anual el 2009: més que qualsevol altre diari.
La tirada de Tageblatt era 27.081 còpies el 2003. El 2004, el diari va tenir un tiratge diari de 17.106: aproximadament una quarta part que el seu rival d'Wort. Durant la dècada dels 2000 tenia una mitjana d'uns 61.000 lectors, una tercera part que el d'Wort.